# Nicolas Appert
Nicolas Appert (sinh ngày 17 tháng 11 năm 1749 tại Châlons-en-Champagne - mất ngày 3 tháng 6 năm 1841 tại Massy), là một nhà phát minh người Pháp, người đã sáng chế ra cách bảo quản thực phẩm bằng cách cách ly với không khí. Ông, được mệnh danh là "cha đẻ của ngành đồ hộp", là một người làm bánh kẹo nghệ thuật.
Năm 1800, Napoleon Bonaparte đã hứa thưởng 12.000 franc cho ai đề xuất cách bảo quản thực phẩm cho quân đội lúc đang hành quân. Sau 14 hay 15 năm thí nghiệm, Appert đã đệ trình sáng chế của mình và đã đoạt giải năm 1810. Năm 1811, ông cho xuất bản L'Art de conserver les substances animales et végétales (Cách bảo quản các chất động vật và rau quả trong nhiều năm). Đây là sách dạy nấu ăn đầu tiên dạng này về các phương pháp bảo quản thực phẩm.
Dòng họ Appert đã trở thành nhà kinh doanh đồ hộp thương mại đầu tiên trên thế giới. Phương pháp bảo quản đồ hồ này được sáng chế gần 100 năm trước khi Louis Pasteur chứng minh nhiệt có thể giết chết vi khuẩn. Appert đã đăng ký sáng chế của mình và đã lập một cơ sở kinh doanh nhiều loại thực phẩm đựng trong hộp kín.